# ريد برايسون
ريد برايسون (بالإنجليزية: Reid Bryson)‏ هو عالم أرصاد وجيولوجي أمريكي، ولد في 7 يونيو 1920، وتوفي في 11 يونيو 2008.